# Quipapá
Quipapá là một đô thị thuộc bang Pernambuco, Brasil. Đô thị này có diện tích 225,68 km², dân số năm 2007 là 24622 người, mật độ 109,1 người/km².